# Куценко, Алексей Александрович
Алексе́й Алекса́ндрович Куце́нко (26 декабря 1972, Москва, СССР) — российский футболист, нападающий.

## Карьера
Начал карьеру в московском «Динамо». Сначала выступал за «Динамо-2», которое играло во второй лиге. За основной состав дебютировал 28 июля 1994 года в матче 17-го тура чемпионата России против нижегородского «Локомотива», выйдя на замену на 69-й минуте вместо Александра Смирнова. Всего в том сезоне сыграл 6 матчей и забил 1 гол. Также в 1994 году он дебютировал в Кубке УЕФА. 27 сентября «бело-голубые» встречались с бельгийским клубом «Серен», Куценко заменил на 41-й минуте Александра Смирнова. В Кубке России 1994/95 сыграл в четвертьфинале, полуфинале и финале. Всего за «Динамо» в официальных турнирах сыграл 63 матча и забил 7 голов. В 1998 году он перешёл в «Сокол». В первом дивизионе Куценко сыграл 42 матча и забил 12 мячей. В августе 1999 года ушёл в «Черноморец». В 2000 играл за «Арсенал», в 2001 выступал за дубль «Сатурна» в турнире дублёров РФПЛ.

## Достижения
«Динамо»
- Обладатель Кубка России: 1994/95